# Diana Horta Popoff
Diana Horta Popoff, ou simplesmente Diana Horta (Belo Horizonte), é uma cantora, compositora, pianista e flautista de música popular brasileira. Seus pais, Yuri Popoff (de ascendência russa) e Lena Horta, também são flautistas. É sobrinha do músico Toninho Horta.
Lançou em 2013, seu primeiro álbum de estreia, Algum Lugar, pelo selo Deliria Música, contendo algumas faixas de sua autoria. Foi produzido por Marcio Lomiranda.